# Laserkühlung
Mit Laserkühlung werden Verfahren bezeichnet, mit denen Gase oder Atomstrahlen durch Bestrahlung mit Laserlicht gekühlt werden. Dabei wird ausgenutzt, dass durch Licht ein Impuls übertragen werden kann. Für die Entwicklung des Laserkühlens wurde der Nobelpreis für Physik 1997 an Steven Chu, Claude Cohen-Tannoudji und William D. Phillips vergeben.

## Grundidee
Die Temperatur eines Gases drückt sich in der (ungeordneten) Bewegung der Atome aus, vgl. kinetische Gastheorie: je größer die mittlere Geschwindigkeit der Atome in einem Gas, desto heißer ist dieses. Die Geschwindigkeit der Atome kann durch geschickten Beschuss mit Lichtquanten (Photonen) verringert werden. Trifft ein Photon auf ein Atom, so kann das Photon absorbiert werden, dabei geht ein Hüllenelektron in einen angeregten Zustand über. Dieser kann nach einer Zeit „zerfallen“ (spontane Emission), dabei wird ein Photon in eine zufällige Richtung abgegeben (siehe Resonanzfluoreszenz). Aufgrund der Impulserhaltung erhält das Atom bei jeder Absorption und Emission einen kleinen Rückstoß.
Bestrahlt man nun Atome mit einem Laser, dann kann jedes einzelne Atom nacheinander eine sehr große Zahl von Photonen streuen. Dabei geht der Rückstoß bei der Absorption immer in dieselbe Richtung und hat daher im Mittel über viele Photonenstreuungen einen großen Effekt, während der bei der Emission auftretende Rückstoß immer in eine andere Richtung geht und sich über die Zeit aufhebt. 
Durch Ausnutzung des Doppler-Effekts kann man erreichen, dass Atome, die mit Laserlicht aus allen Richtungen bestrahlt werden, hauptsächlich Photonen aus dem Strahl absorbieren, auf den sie sich zubewegen. Die resultierende Kraft ist der Bewegungsrichtung der Atome entgegengesetzt und bremst sie dadurch ab. Die mittlere Geschwindigkeit nimmt mit der Zeit ab, das Gas wird kälter.

## Dopplerkühlen

### Kühlen im Zweizustands-System

Mögliche Prozesse bei der Absorption und Reemission von Photonen

Man benutzt hier einen spezifischen Übergang im Atomspektrum (oft ein Hyperfeinstruktur-Übergang), den man als einfaches Zweizustandssystem betrachten kann. Durch Einstrahlen von resonanten Photonen (z. B. Laser-Licht) kann der Ausgangs- bzw. Grundzustand {\displaystyle |g\rangle } (siehe Bra-Ket Notation) in den angeregten {\displaystyle |e\rangle } Zustand gebracht werden. Der angeregte Zustand {\displaystyle |e\rangle } wird nach kurzer Zeit auf zwei mögliche Arten in den Grundzustand {\displaystyle |g\rangle } zurückfallen: Zum einen ist stimulierte Emission möglich, zum anderen spontane Emission. Bei beiden Prozessen wird vom angeregten Atom ein Photon reemittiert. 

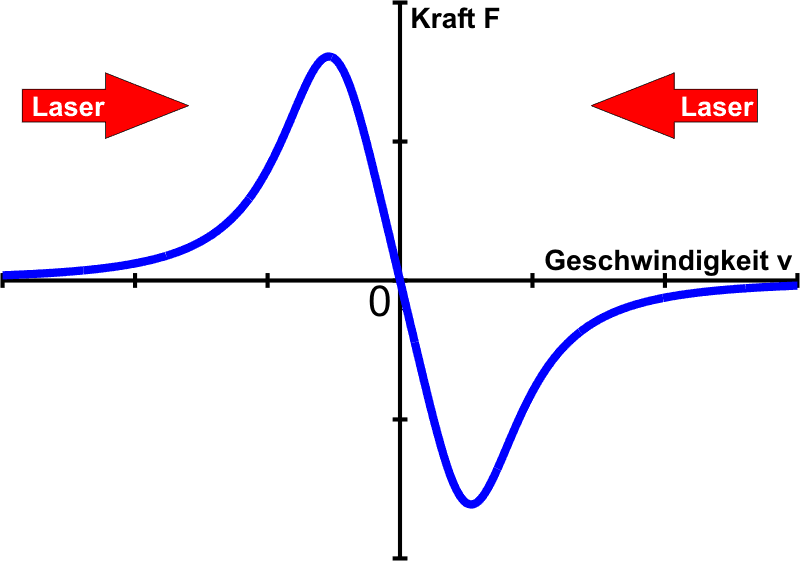
Geschwindigkeitsabhängige Kraft beim Laserkühlen

Im Falle der stimulierten Emission erfolgt kein Netto-Impulsübertrag auf das Atom, da ein Photon gleicher Energie in Richtung des eingestrahlten Photons abgestrahlt wird. Fällt das Atom allerdings spontan aus dem Anregungszustand {\displaystyle |e\rangle } in den Grundzustand {\displaystyle |g\rangle } zurück, so ist die Richtung der Reemission zufällig. Da die Photonen eine Vorzugsrichtung bei der Einstrahlung hatten, werden die Atome langsam in diese Richtung beschleunigt/abgebremst. Strahlt man kontrolliert Laserlicht aus allen Raumrichtungen ein, kann man damit alle Atome abbremsen – egal in welche Richtung sie sich bewegen. Dazu benutzt man drei Paare jeweils zwei gegenläufiger Laser-Strahlen, die senkrecht aufeinander stehen.
Da sich „heiße“ Atome bewegen, wirkt auf sie nicht die Frequenz des Lichtes im Laborsystem, sondern eine aufgrund des Doppler-Effektes verschobene Frequenz. Man muss also gegenüber der Resonanzfrequenz des Übergangs verstimmtes Licht einstrahlen, um diesen Absorptions- bzw. Reemissionszyklus anzuregen. Mit einer bestimmten Verstimmung des Laserlichtes wählt man also Atome einer bestimmten Geschwindigkeit. Diese Auswahl ist nicht „scharf“, da das Atom ein Absorptionsprofil in Form einer Lorentzkurve und somit eine gewisse Linienbreite besitzt. Bei einer Rotverschiebung des eingestrahlten Lichtes wirkt der Prozess nur auf Atome, die sich auf den Laserstrahl zubewegen.
Verwendet man aber in einer Raumdimension zwei gegenläufige, rotverstimmte Laserstrahlen, so ergibt sich eine geschwindigkeitsabhängige Kraft, die auf alle Atome mit {\displaystyle v\neq 0} wirkt und diese bremst (siehe Grafik rechts). Um betreffende Atome auch in allen drei Raumdimensionen ({\displaystyle x,y,z}) zu kühlen, setzt man sechs – paarweise gegenläufige – Laserstrahlen ein. Die Paare stehen dabei senkrecht aufeinander. Diese Konfiguration der Laser wird als optische Melasse (engl. optical molasses) bezeichnet, da sie wie eine zähe Flüssigkeit wirkt und so Atome abbremst.
Die Grenze dieses Kühlprozesses ist durch die Doppler-Temperatur
{\displaystyle T_{D}={\frac {\Gamma }{2\,k_{\mathrm {B} }}}}
gegeben, wobei {\displaystyle \Gamma =\hbar /\tau } die Zerfallsbreite des angeregten Zustands und {\displaystyle k_{\mathrm {B} }} die Boltzmann-Konstante ist. Sie liegt im Allgemeinen im Bereich einiger 100 μK. Die Ursache für diese Untergrenze sind zwei Heizprozesse, die beim Dopplerkühlen immer mit auftauchen. Der erste entsteht durch die Zitterbewegung der Atome aufgrund der spontanen Emission. Der zweite wird vom Schrotrauschen des einfallenden Laserlichts verursacht. Für Rubidium-Atome beträgt die Dopplertemperatur etwa 140 μK.
Dieses Verfahren ermöglicht es zwar, die betreffenden Atome abzukühlen, kann sie aber nicht an einem Platz halten. Aufgrund der Restgeschwindigkeit (Doppler-Limit) können sie aus dem Kühlbereich herausdiffundieren. Deswegen erweitert man das Verfahren zur Magneto-optischen Falle (MOT), bei der die Atome noch in einem Magnetfeld gefangen werden und so örtlich lokalisiert bleiben. Mit ihr kann man auch Temperaturen erreichen, die tiefer als das Doppler-Limit liegen.
Mit Hilfe des Zeeman-Effekts lässt sich der atomare Übergang in einem Magnetfeld so verstimmen, dass die Dopplerverschiebung ausgeglichen wird. Der sog. Zeeman-Slower nutzt diesen Mechanismus aus, um einen Strahl schneller Atome abzubremsen.

### Reale Atome und Rückpumpen

Hyperfeinstruktur der D2-Line von ^{85}Rb

Zum Kühlen benötigt man ein System von zwei Zuständen, sodass durch Anregung mit Photonen ein Übergang angeregt wird, der auch nur in den Ausgangszustand zerfallen kann. Im Zweizustandssystem ist dies immer gegeben. Allerdings benutzt man im Labor Systeme, die eben keine perfekten Zweizustandssysteme sind, und so besteht immer die Chance, dass Atome in einen Zustand zerfallen, in dem sie zum eingestrahlten Licht nicht mehr resonant sind (Dunkelzustand, engl. dark state) und so aus dem Zyklus verloren gehen. Im Bild rechts sieht man den Rubidium-Übergang, der zum Kühlen verwendet wird, da er im nahen Infrarot (ca. 780 nm) liegt und Laser dieser Wellenlänge gut erhältlich sind. Der angeregte Zustand des Kühlüberganges (blau eingezeichnet) zerfällt einmal in 1.000 Zyklen in den unteren 2S1/2-Zustand F = 2 statt F = 3, aus dem er mit einem Rückpump-Laser (oft salopp als „repumper“ bezeichnet) zurückgeholt werden muss. Der Zerfall geschieht dabei nicht direkt, weil der Übergang F = 4 nach F = 2 verboten ist (F = 0,±1, vgl. Auswahlregel), sondern der Laser regt aufgrund der recht großen Linienbreite des Atomüberganges (ca. 10 MHz) auch den 2P3/2, F = 3 Zustand an, der dann in den unteren Grundzustand zerfallen kann. Der Rückpump-Laser hebt Atome aus dem unteren Grundzustand auf 2P3/2, F = 3 an (siehe Zeichnung), aus dem sie dann wieder in vorgesehenen Zyklus zurückkehren können (dünn rot eingezeichneter Zerfall). 
Man nutzt diesen Umstand, um in einer sog. Dark-spot-MOT die Atome stärker zu verdichten, als dies üblicherweise möglich wäre.
Wenn Atome oder Moleküle über keine zum Kühlen geeigneten Übergänge verfügen, kann man sie sympathetisch kühlen, indem man sie in thermischen Kontakt mit gut kühlbaren Atomen bringt.

## Subdopplerkühlen
Es gibt mehrere Wege, ein Atom noch unter die Dopplertemperatur zu kühlen. In einer optischen Melasse wird ein sich bewegendes Atom in einer optischen stehenden Welle periodisch zwischen verschiedenen magnetischen Unterniveaus hin- und hergepumpt, wobei kinetische in potentielle Energie umgewandelt wird. Diese sogenannte Sisyphuskühlung ist bei kleinen Geschwindigkeiten effektiver als das Dopplerkühlen und kann Atome bis an die Rückstoßgrenze kühlen. Diese Grenze entspricht der Energie, die ein ruhendes Atom aufnimmt, wenn es ein Photon absorbiert. 
Unter die Rückstoßgrenze können Atome gekühlt werden, indem dafür gesorgt wird, dass einmal ruhende Atome nicht mehr mit dem Laserlicht wechselwirken. Dies wird z. B. dadurch erreicht, dass die Atome in einen geschwindigkeitsabhängigen Dunkelzustand gekühlt werden. Dieses Verfahren wird als VSCPT vom englischen velocity selective coherent population trapping bezeichnet.
Da die Doppler-Temperatur nur von der spontanen Streurate, also von der Lebensdauer des angeregten Zustands abhängt, kann man bei manchen Atomen, z. B. bei Erdalkalimetallen, auch durch einen zweiten Dopplerkühl-Schritt auf einem sehr langlebigen Interkombinationsübergang extrem tiefe Temperaturen erreichen.
Zum Erreichen noch tieferer Temperaturen, bei denen man die quantenmechanische Entartung des atomaren Gases beobachten kann, wird die Methode des Verdampfungskühlens angewendet.

## Seitenbandkühlen
Seitenbandkühlen ist eine dem Dopplerkühlen verwandte Methode des Laserkühlens, die jedoch meistens nicht auf atomare Gase, sondern auf einzelne Ionen in einer Ionenfalle angewandt wird. Dabei nutzt man aus, dass die Teilchen sich in einer solchen Falle nicht frei bewegen, sondern nur diskrete Vibrationszustände besetzen können. In diesem Fall kann das Ion nicht nur bei seiner Resonanzfrequenz Licht absorbieren, sondern auch bei Frequenzen, deren Abstand zur Resonanzfrequenz gerade dem Energieabstand benachbarter Vibrationsniveaus entspricht. Diese bezeichnet man als blaues und rotes Seitenband. Diese Seitenbänder entsprechen in etwa der Dopplerverschiebung im Fall des Laserkühlens freier Atome.
Im einfachsten Fall wird ein Ion auf dem roten Seitenband angeregt, dabei verringert sich seine Vibrationsanregung um ein Quant. Der angeregte Zustand des Ions zerfällt dann spontan, wobei Übergänge auf der Resonanzfrequenz oder auf einem der Seitenbänder möglich sind. Anschließend befindet sich das Ion wieder im Grundzustand, hat aber (mit großer Wahrscheinlichkeit) Vibrationsenergie verloren. Dieser Zyklus wiederholt sich im Idealfall so lange, bis das Ion den niedrigst möglichen Vibrationszustand erreicht. Dies lässt sich experimentell daran erkennen, dass keine Fluoreszenz auf dem roten Seitenband mehr auftritt.
In der Praxis werden im Allgemeinen optische Übergänge verwendet, bei denen der angeregte Zustand eine sehr lange Lebensdauer hat. Daher ist es nicht möglich, auf den spontanen Zerfall des angeregten Zustands zu warten. Man setzt dann einen oder mehrere Rückpump-Laser ein, die das Ion über einen weiteren Zwischenzustand schneller wieder in den Grundzustand zurückbringen können.